# Dashcam

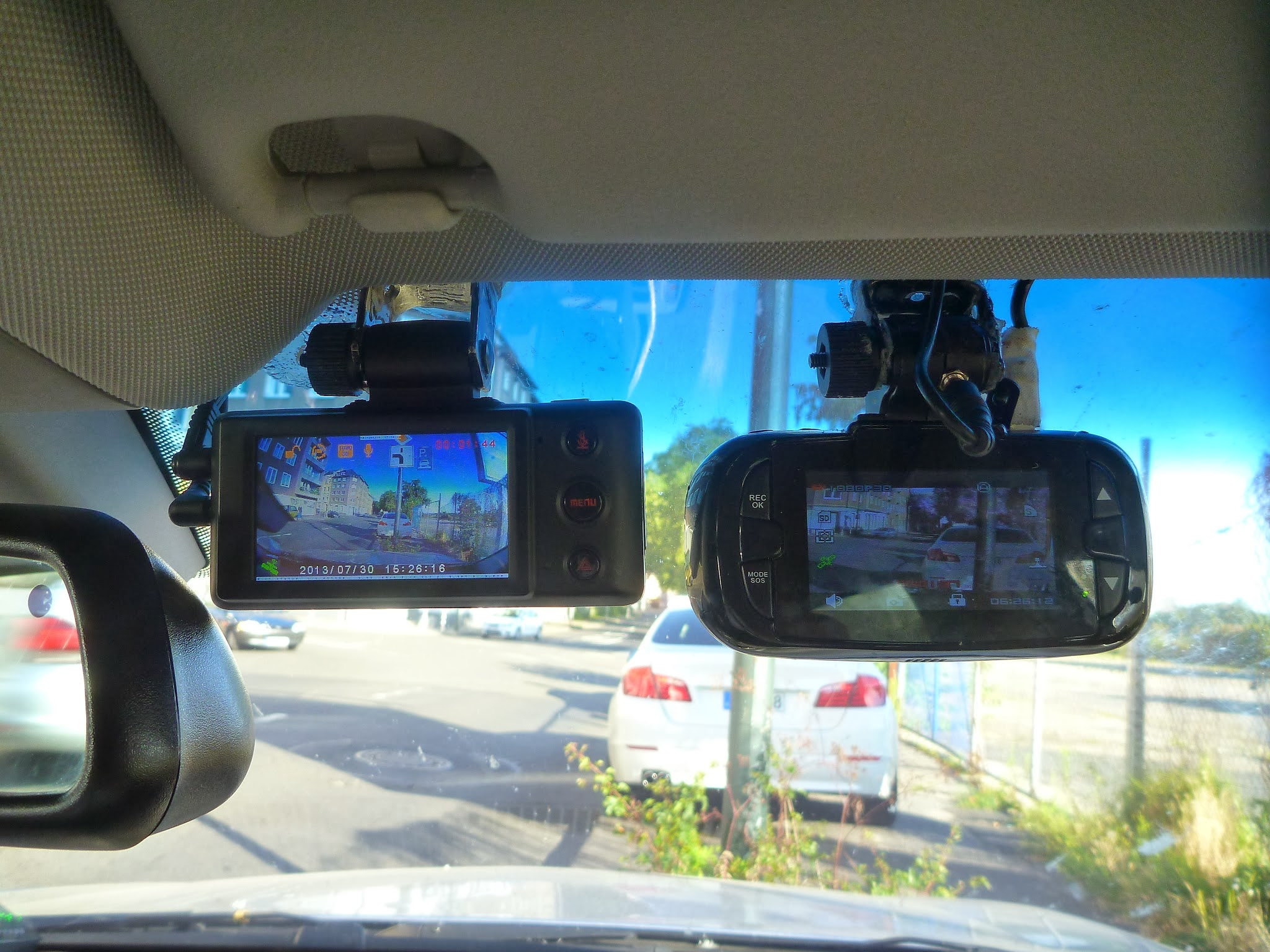
Dos dashcams en un parabrisas.

Una dashcam (cámara de salpicadero o cámara embarcada) es una cámara a bordo sujeta al parabrisas al interior de un vehículo por medio de una ventosa o una cinta adhesiva. Puede estar posicionada en la parte superior del salpicadero o estar adjunta al espejo retrovisor con una montura especial. Graba continuamente el exterior frente a ella mientras el vehículo está en movimiento. Frecuentemente las dashcams proporcionan evidencia visual de un evento o accidente. Varios tipos están disponibles en el mercado, desde cámaras de video básicas hasta aquellas que graban parámetros como tiempo y fecha, velocidad, fuerza g y ubicación.

## Uso por países
Las dashcams están extendidas en Rusia como una forma de vigilancia inversa, evidencia adicional para el tribunal, y como una guardia contra la corrupción policial y fraude de seguros. Han sido llamadas «ubicuas» y una «obsesión en línea», y son tan predominantes que los videos de dashcams fueron los montajes más comunes del bólido de Cheliábinsk, que fue documentado desde docenas de ángulos. Cientos de videos que muestran accidentes automovilísticos y aéreos, eventos casi fatales, e intentos de fraude de seguros fueron subidos al Internet para ser compartidos en sitios como YouTube, un género frecuentemente terrible que ha generado su propio léxico ruso tales como:
- слабоумие и отвага (slaboumiye i otvaga): "Estupidez y coraje"
- железобетонное очко (zhelezobetonnoye ochko): un alias honorífico ("punto de hormigón reforzado") para un conductor especialmente hábil con nervios de acero, que reacciona adecuadamente a una situación de emergencia).

Las dashcams están ganando popularidad en varias partes de Asia, Europa (particularmente en Francia), Australia y los Estados Unidos. Están prohibidos por ley en Austria, que terminan en fuertes multas. En Suiza, su uso está fuertemente desaprobado en los espacios públicos cuando contravienen a los principios de protección de información. En Alemania, mientras las cámaras pequeñas para uso personal está permitidas, publicar los videos de ellos en las redes sociales está considerada una violación a la privacidad. Los videos de las dashcams son admisibles como evidencia en las cortes alemanas. En Australia y Polonia, grabar en vías públicas está permitido siempre que no infrinja la privacidad personal de una forma que sea considerada inapropiada en un tribunal de ley.
En el caso de España, por lo que respecta a la circulación, en cuanto a la normativa del tráfico y la seguridad vial, no hay ninguna norma que prohíba su utilización, si bien, es evidente que su manejo durante la conducción podría ser denunciable y sancionable aplicando la normativa reguladora de la circulación. Además se debe asegurar que la instalación de la dash cam no dificulte en ningún caso la visión del conductor a la carretera.
Las imágenes o vídeos grabados por estos dispositivos son de uso privado, ya que de ser difundidas podría estar incumpliéndose la ley de protección de datos personales (LOPD). Por otra parte, en caso de que se quiera usar un vídeo o imagen grabada con una dash cam como prueba en un accidente de coche, el acceso a las imágenes no puede hacerse público y será un juez quien determine la validez o no de dicho vídeo o imagen.